# Руска редакция на старобългарския език
През X век в Киевска Рус е прието християнството. За тази цел са необходими богослужебни книги, написани на разбираем език. През X век такъв език е само старобългарският книжовен език.
След разпадането на общия праславянски език прадедите на днешните руси, беларуси и украинци говорят общ източнославянски език, наричан сега староруски език. След налагането на старобългарската езикова норма в Киевска Рус се създава книжовен език, който до голяма степен запазва системата на старобългарския език, но същевременно е и силно повлиян от говоримия староруски език. По този начин се оформя и руската (източнославянската) редакция на старобългарския език.

## Фонетични особености
Във фонетиката на руската редакция на старобългарския език е характерно следното:
1. Голямата носовка се заменя с оу
2. Още в първите руски паметници се наблюдава смесване между знаците за [ę] и [ja], които в източнославянски вече имат еднаква фонетична стойност.

### Старобългарски особености
Въпреки редицата проникващи живи източнославянизми в този книжовен вариант, основните характерни особености на старобългарския се запазват:
1. Непълногласни съчетания [ra], [rě], [la], [lě] вместо пълногласни източнославянски [oro], [ere], [ole], [elo] (Володимира, но власти).
2. Съчетания [ra], [la] в началото на думи, пред съгласни, където според източнославянските норми би трябвало да бъде [ro], [lo] (роботы и работы – „Ипатиевска летопис“, локътъ и лакътъ – преписа на Симеоновия сборник от 1073 г.).
3. Употреба на ръ, лъ, рь, ль вместо източнославянските ър, ъл, ьр, ьл между съгласни (плъкы, прьвое – „Слово за Игоровия поход“, „дрьжати“ – „Стоглав“, мрьзост – „Пандекти на Антиох“).
4. Съчетания жд и шт вместо ж и ч (<*dj, *tj, *gt’, *kt’) (хоштю – „Изборник“ от 1076 г., рожденое и рожденыи – „Остромирово евангелие“, пешть и съпечи – „Повесть временных лет”).
5. Съчетания жд вместо зж и жж (<*zg’, *zgj, *zdj), шт вместо шч (щ) (<*sk’, *skj, *stj) (заштиштаи – „Изборник“ от 1076 г., дрождия – „Толковая псалтырь”).
6. Употреба на ю вместо оу, ie вместо о, и а вместо ia в началото на думите (югъ – „Остромирово евангелие“, но оугъ – „Симеонов сборник“ от 1073 г., iелени – „Новгородски миней“, но олень в „Поученията на Владимир Мономах“, авита ся – „Новгородски миней“, но iави – „Остромирово евангелие“).
7. Някои особености при употреба на пълни вокали на мястото на редуцирани („соборъ“ – „Златоструй“).

## Морфологични особености
Освен фонетичните старобългаризми в руската редакция има и морфологични особености.
1. Окончанието за родителен падеж единствено число, именителен и винителен падеж множествено число женски род и винителен падеж множествено число мъжки род е я (<ę) вместо ѣ (<ě) (посрѣдѣ пьшениця – „Остромирово евангелие“; засыпати я живы, пришлите моужа нарочиты, дѣлають нивы своя и земля своя – „Лаврентиевска летопис“, отъ плъти своея, поминаета монастыря – „Изборник“ 1076).
2. В окончанията за именителен и винителен падеж мъжки род на пълните прилагателни или на подобните на тях форми, се пише ыи и ии, вместо ои или еи в северноруските паметници, възникнали след изпадането на слабите ерове (грѣшныи хоудыи рабъ божии Иванъ, коужоухъ черленыи, поясъ болшии – грамота на Иван Калита, но: монастырскои человек, всякои год – грамота на Дмитрий Шемяки; брат мои старешеи – грамота на можайския княз Иван).
3. Окончания -аго, -iаго (-яго) в родителен падеж единствено число при пълните форми на прилагателните от мъжки и среден род, вместо -ого, -его (боуяго – „Изборник“ от 1076 г., оубогаго – „Новгородски миней“).
4. Окончание -ѣах- в имперфект, вместо -iax- (-ях-) и -ах- (имѣаше – житие на Борис и Глеб).
5. Суфикси -оушт-, -юшт-, -ашт-, -яшт-, вместо -оуч-, -юч-, -ач-, -iач-, в сегашните деятелни причастия (имоушта, даюшта – „Симеонов сборник“ 1073 г., бояштиих – „Изборник“ от 1076 г., любяштеи, лежашта, проидоушта – житие на Нифонт, но: ся бояче – „Новгородски миней“).
6. Окончание -ы за кратките и -ыи за пълните форми за мъжки и среден род на сегашните деятелни причастия, вместо -а, -ia (-я) (иды, ревы – „Синайски патерик“, рекыи, но могаи – „Киево-Печорски патерик“).
7. Окончание -тъ за 3 лице единствено и множествено число сегашно време при глаголите, вместо -ть (в по-ранните руски паметници) (коупять, оумретъ, но: свободять, пребываiеть – „Синайски патерик“).

## Синтактични и лексикални особености
В областта на синтаксиса най-важната старобългарска черта на руската редакция е дателният самостоятелен (Dativus absolutus), който не се среща в гражданските староруски текстове.
Старобългарският език, чрез руската си редакция, оставя следи в историята на най-големия източнославянски език – руския, като обогатява лексиката му с думи като: свѣдѣтель, парити, вития, настоятель, зѣло, коварныи, кърмчии, коштоунство, ланита, милосьрдие, напьрсник, някои от които са в употреба и в съвременния език.
С течение на времето много старобългаризми престават да бъдат просто варианти или синоними на източнославянски думи, а се обособяват семантично (голова – глава, порох – прах, сторона – страна, передел – предел, голосить – гласить и т.н.). Някои старобългаризми са се настанили и вкоренили дори и в народния език: плен (вм. полон), сладко (вм. солодко), прохладный (но: холод), время (вм. веремя), среда (вм. середа) и т.н. Върху украинския и беларуския език толкова силно влияние не е оказано.

## Южнославянски влияния върху староруския език
Влиянието на старобългарския език върху източнославянския в периода на християнизацията на древна Рус се нарича в науката първо южнославянско влияние върху източнославянския език. Второто южнославянско влияние започва през XIII век и е най-силно през XIV век, когато България и Сърбия падат под османска власт и южнославянските учени бягат в Русия. От този период в руския език се настаняват думи като одежда, плен, прах, пещера и др.